# 川瀬カヨ
川瀬 カヨ （かわせ カヨ、1911年〈明治44年〉6月15日 - 1994年〈平成6年〉2月4日） は、北海道十勝国中士幌（北海道河東郡士幌町字中士幌）出身の宗教家。「天運教」を設立し、教主として活動していた中で、「統一教会」（統一協会）の教えを受け入れ、「天運教」を「統一教会」（統一協会）へ導くための教団、「天地正教」に変えて、初代教主として活動した。

## 概略
川瀬は45歳のときに「汝、天運教の教祖となれ」という啓示を受けたが、一度精神科病院に入れられたという。退院後に、八大龍神、馬頭観音菩薩、弘法大師を本尊とする「天運教」を帯広市に設立。後に「統一教会」（統一協会）の教えに触れた。「霊感商法」の壷を買ったことがきっかけだとも言われている。1982年10月14日に、韓国ソウルで行われた「統一教会」（統一協会）の6000組の合同結婚式で文鮮明夫妻から独身祝福を受けた。
1988年の3月3日に、前年11月に宗教法人としての認可を得たばかりの「天運教」を、「天地正教」と改名する。「霊感商法」批判に対抗して組織された、壷や多宝塔などを“霊石”として称える「霊石愛好会」の組織をそのまま引継ぎ、本尊を弥勒菩薩に変える。教えを深めた信者には弥勒の化身は文鮮明夫妻であると明かすという方法を取った。川瀬カヨの亡くなった後には三女の新谷静江（あらやしずえ）が2代目教主を継いだが、1995年の北海道清水町における本山の宿泊施設建設計画が地元の激しい反対を受けたり、「統一教会」（統一協会）との関係が悪くなり、新谷は「統一教会」（統一協会）側からの働きかけで、教主の地位を追われ、新しく、「富士の会」を作った。1999年に「統一教会」側から「天地正教」との“和合宣言”が出され、実質上は「統一教会」に吸収されることとなった。

## 来歴
- 1911年[4]6月15日、北海道河東郡士幌町字中士幌で、開拓入植して雑貨商を営む夫婦の2男5女の3番目の次女として生まれる[2]。
- 19歳で結婚し挫折。26歳で再婚し、1男3女をもうける一方、夫の事業の失敗による困窮や自身の病気で苦労する[2]。
- 1956年11月12日、「汝、天運教の教祖たれ」という天啓を受ける[2]。
- 1964年（51歳）
  - 信者から「統一教会」（統一協会）のことを伝えられ、信者の幾人かと学ぶようになるが、信者から「教主は人が良過ぎてすぐ騙される」などと反対が強くなる。

- 1974年（61歳）
  - 再び「統一教会」（統一協会）の教えに触れる。
  - 5月　「富士の会」（「天運教」の信者会）の会員と共に、韓国の「統一教会」（統一協会）本部を訪問。
  - 6月　東京の明治神宮外苑にある日本青年館で文鮮明の講話を聴く。
  - 9月　「富士の会」の会員と共に、アメリカのマディソン・スクエア・ガーデンでの文鮮明の講演会に参加。

- 1975年　（62歳）
  - 日本武道館での文鮮明の講演会に参加。

- 1976年（63歳）
  - 年初、「神前にあるもの、すべて昇天させよ」という天啓を受ける[5]。
  - 5月31日　「新たなる信仰の世界に飛躍せよ」という“お諭し”を受けて、北海道の剣山の麓で、「八大龍神」（はちだいりゅうおう 法華経（ほけきょう）の会座に列した護法の龍神）、「馬頭観音象、弘法大師の霊像を“お焚き上げ”する昇天儀式を行う。後に帯広の「統一教会」（統一協会）の礼拝に参加し、教えを深く学ぶ。信者にも「統一教会」（統一協会）の教えを学ぶように奨励する。
  - 9月18日　アメリカのワシントン大会での文鮮明の講演会に参加。
- 1982年（69歳）
  - 10月14日　「統一教会」（統一協会）の6000組合同結婚式において、数人の信者と共に、「独身祝福」を受ける。

- 1987年
  - 11月26日「天運教」が宗教法人格を取得する[5]。
- 1988年（75歳）
  - 1月　「天運教」を「天地正教」に名称変更する。
- 1991年（67歳）
  - 8月　「世界平和宗教連合」の創設大会に参加し、世界の指導者と交流。
- 1992年
  - 8月　「世界平和宗教連合」の大会に参加し、世界の宗教指導者と再び交流。
  - 10月　全国の指導者たちを本山である帯広道場に集め、文鮮明が下生した弥勒であり、「統一教会」（統一協会）の運動に参加すると宣言する。

- 1993年（81歳）
  - 1月12日　川瀬教主と役員一同が東京渋谷区松濤にある「統一教会」（統一協会）本部を表敬訪問。藤井羑優会長を初め、役員、幹部と交流する。
  - 11月　韓国済州島での「女性幹部特別修練会」に参加。文鮮明から夕食会と朝食会に招かれる。

- 1994年
  - 機関紙『天地新報』新年号に、「弥勒来臨宣言」を掲載し、一般信者にも公表する。
  - 1月　病に倒れる。
  - 2月4日　死去。享年84。